# 사우로 (춘천시)
사우로(Sau-ro)는 강원특별자치도 춘천시 후평동 교욱청사거리에서 춘천시 동면 소양교차로 을 잇는 도로이다.

## 주요 경유지
강원특별자치도
- 춘천시 (신사우동 . 동면)

## 노선
| 이름          | 접속 노선  | 소재지 | 소재지   | 비고 |
| ------------- | ---------- | ------ | -------- | ---- |
| 교육청사거리  | 영서로     | 춘천시 | 신사우동 |      |
| 우두벌 교차로 | 사우벌길   | 춘천시 | 신사우동 |      |
| 우두사거리    | 충열로     | 춘천시 | 신사우동 |      |
| 우두교        |            | 춘천시 | 신사우동 |      |
|               | 동면       | 춘천시 |          |      |
| 안말사거리    | 소양강로   | 춘천시 |          |      |
| 소양 교차로   | 춘천순환로 | 춘천시 |          |      |

## 주요 건물 및 시설
- 소양중학교 (사우로 10/사농동 82)